# Fußball-Weltmeisterschaft 2014/Gruppe E
| Pl. | Land       | Sp. | S | U | N | Tore    | Diff. | Punkte |
| --- | ---------- | --- | - | - | - | ------- | ----- | ------ |
| 1.  | Frankreich | 3   | 2 | 1 | 0 | 008:200 | +6    | 07     |
| 2.  | Schweiz    | 3   | 2 | 0 | 1 | 007:600 | +1    | 06     |
| 3.  | Ecuador    | 3   | 1 | 1 | 1 | 003:300 | ±0    | 04     |
| 4.  | Honduras   | 3   | 0 | 0 | 3 | 001:800 | −7    | 0      |

Gruppe E der Fußball-Weltmeisterschaft 2014:

## Schweiz – Ecuador 2:1 (0:1)
| Schweiz                                                                                               | Schweiz | Ecuador | Ecuador | Aufstellung                       |
| --- | --- | --- | ------- | --------------------------------- |
| Schweiz                                                                                               | \| 1. Spieltag \| \| 15. Juni 2014 um 13:00 Uhr (18:00 Uhr MESZ) in Brasília (Estádio Nacional de Brasília Mané Garrincha) \| \| Zuschauer: 68.351 \| \| Schiedsrichter: Ravshan Ermatov ( Usbekistan) \| \| Spielbericht \|                                                  | \| 1. Spieltag \| \| 15. Juni 2014 um 13:00 Uhr (18:00 Uhr MESZ) in Brasília (Estádio Nacional de Brasília Mané Garrincha) \| \| Zuschauer: 68.351 \| \| Schiedsrichter: Ravshan Ermatov ( Usbekistan) \| \| Spielbericht \|                                                  | Ecuador | Aufstellung Schweiz gegen Ecuador |
| Schweiz                                                                                               | Diego Benaglio – Stephan Lichtsteiner, Johan Djourou, Steve von Bergen, Ricardo Rodríguez – Valon Behrami, Gökhan Inler – Xherdan Shaqiri, Granit Xhaka, Valentin Stocker (46. Admir Mehmedi) – Josip Drmić (75. Haris Seferović) Cheftrainer: Ottmar Hitzfeld ( Deutschland) | Alexander Domínguez – Juan Carlos Paredes, Jorge Guagua, Frickson Erazo, Walter Ayoví – Christian Noboa, Carlos Gruezo – Antonio Valencia , Jefferson Montero (76. Joao Rojas) – Enner Valencia, Felipe Caicedo (70. Michael Arroyo) Cheftrainer: Reinaldo Rueda ( Kolumbien) | Ecuador | Aufstellung Schweiz gegen Ecuador |
| Schweiz                                                                                               | 1:1 Mehmedi (48.) 2:1 Seferović (90.+3') | 0:1 E. Valencia (22.) | Ecuador | Aufstellung Schweiz gegen Ecuador |
| Schweiz                                                                                               | Djourou (84.) | Paredes (53.) | Ecuador | Aufstellung Schweiz gegen Ecuador |
| Schweiz                                                                                               | Man of the Match: Xherdan Shaqiri (Schweiz) | | Ecuador | Aufstellung Schweiz gegen Ecuador |
| 1. Spieltag                                                                                           | | |         |                                   |
| 15. Juni 2014 um 13:00 Uhr (18:00 Uhr MESZ) in Brasília (Estádio Nacional de Brasília Mané Garrincha) | | |         |                                   |
| Zuschauer: 68.351                                                                                     | | |         |                                   |
| Schiedsrichter: Ravshan Ermatov ( Usbekistan)                                                         | | |         |                                   |
| Spielbericht                                                                                          | | |         |                                   |

## Frankreich – Honduras 3:0 (1:0)
| Frankreich                                                                      | Frankreich | Honduras | Honduras | Aufstellung                           |
| ------------------------------------------------------------------------------- | --- | --- | -------- | ------------------------------------- |
| Frankreich                                                                      | \| 1. Spieltag \| \| 15. Juni 2014 um 16:00 Uhr (21:00 Uhr MESZ) in Porto Alegre (Estádio Beira-Rio) \| \| Zuschauer: 43.012 \| \| Schiedsrichter: Sandro Ricci ( Brasilien) \| \| Spielbericht \|                                                                  | \| 1. Spieltag \| \| 15. Juni 2014 um 16:00 Uhr (21:00 Uhr MESZ) in Porto Alegre (Estádio Beira-Rio) \| \| Zuschauer: 43.012 \| \| Schiedsrichter: Sandro Ricci ( Brasilien) \| \| Spielbericht \|                                                                                                  | Honduras | Aufstellung Frankreich gegen Honduras |
| Frankreich                                                                      | Hugo Lloris – Mathieu Debuchy, Raphaël Varane, Mamadou Sakho, Patrice Evra – Paul Pogba (57. Moussa Sissoko), Yohan Cabaye (65. Rio Mavuba), Blaise Matuidi – Mathieu Valbuena (78. Olivier Giroud), Karim Benzema, Antoine Griezmann Cheftrainer: Didier Deschamps | Noel Valladares – Maynor Figueroa, Víctor Bernárdez (46. Osman Chávez), Emilio Izaguirre, Brayan Beckeles – Wilson Palacios, Róger Espinoza, Andy Najar (58. Jorge Claros), Luis Fernando Garrido – Jerry Bengtson (46. Boniek García), Carlo Costly Cheftrainer: Luis Fernando Suárez ( Kolumbien) | Honduras | Aufstellung Frankreich gegen Honduras |
| Frankreich                                                                      | 1:0 Benzema (45., Foulelfmeter) 2:0 Valladares (48., Eigentor) 3:0 Benzema (72.) | | Honduras | Aufstellung Frankreich gegen Honduras |
| Frankreich                                                                      | Evra (7.), Pogba (27.), Cabaye (45.) | Palacios (27.), García (53.), Garrido (83.) | Honduras | Aufstellung Frankreich gegen Honduras |
| Frankreich                                                                      | Palacios (43.) | | Honduras | Aufstellung Frankreich gegen Honduras |
| Frankreich                                                                      | Man of the Match: Karim Benzema (Frankreich) | | Honduras | Aufstellung Frankreich gegen Honduras |
| 1. Spieltag                                                                     | | |          |                                       |
| 15. Juni 2014 um 16:00 Uhr (21:00 Uhr MESZ) in Porto Alegre (Estádio Beira-Rio) | | |          |                                       |
| Zuschauer: 43.012                                                               | | |          |                                       |
| Schiedsrichter: Sandro Ricci ( Brasilien)                                       | | |          |                                       |
| Spielbericht                                                                    | | |          |                                       |

Wegen eines defekten Kabels im Stadion Estádio Beira-Rio in Porto Alegre funktionierte die Tonanlage des Stadions nicht. So konnten vor dem Spiel weder die FIFA-Hymne noch die Nationalhymnen abgespielt werden. Dies führte zu Kritik von Seiten der Mannschaften und der Fans. Auch Durchsagen während des Spiels waren nicht möglich.

Das 2:0 für Frankreich war das erste Tor einer Weltmeisterschaft, das mit Hilfe der Torlinientechnik bewertet wurde.

## Schweiz – Frankreich 2:5 (0:3)
| Schweiz                                                                    | Schweiz | Frankreich | Frankreich | Aufstellung                          |
| -------------------------------------------------------------------------- | --- | --- | ---------- | ------------------------------------ |
| Schweiz                                                                    | \| 2. Spieltag \| \| 20. Juni 2014 um 16:00 Uhr (21:00 Uhr MESZ) in Salvador (Arena Fonte Nova) \| \| Zuschauer: 51.003 \| \| Schiedsrichter: Björn Kuipers ( Niederlande) \| \| Spielbericht \| | \| 2. Spieltag \| \| 20. Juni 2014 um 16:00 Uhr (21:00 Uhr MESZ) in Salvador (Arena Fonte Nova) \| \| Zuschauer: 51.003 \| \| Schiedsrichter: Björn Kuipers ( Niederlande) \| \| Spielbericht \|                                                                           | Frankreich | Aufstellung Schweiz gegen Frankreich |
| Schweiz                                                                    | Diego Benaglio – Stephan Lichtsteiner, Johan Djourou, Steve von Bergen (9. Philippe Senderos), Ricardo Rodríguez – Valon Behrami (46. Blerim Džemaili), Gökhan Inler – Xherdan Shaqiri, Granit Xhaka, Admir Mehmedi – Haris Seferović (69. Josip Drmić) Cheftrainer: Ottmar Hitzfeld ( Deutschland) | Hugo Lloris – Mathieu Debuchy, Raphaël Varane, Mamadou Sakho (66. Laurent Koscielny), Patrice Evra – Moussa Sissoko, Yohan Cabaye, Blaise Matuidi – Mathieu Valbuena (82. Antoine Griezmann), Olivier Giroud (63. Paul Pogba), Karim Benzema Cheftrainer: Didier Deschamps | Frankreich | Aufstellung Schweiz gegen Frankreich |
| Schweiz                                                                    | 1:5 Džemaili (81.) 2:5 Xhaka (87.) | 0:1 Giroud (17.) 0:2 Matuidi (18.) 0:3 Valbuena (40.) 0:4 Benzema (67.) 0:5 Sissoko (73.) | Frankreich | Aufstellung Schweiz gegen Frankreich |
| Schweiz                                                                    | Cabaye (88.) | | Frankreich | Aufstellung Schweiz gegen Frankreich |
| Schweiz                                                                    | Benaglio hält Foulelfmeter von Benzema (32.) | | Frankreich | Aufstellung Schweiz gegen Frankreich |
| Schweiz                                                                    | Man of the Match: Karim Benzema (Frankreich) | | Frankreich | Aufstellung Schweiz gegen Frankreich |
| 2. Spieltag                                                                | | |            |                                      |
| 20. Juni 2014 um 16:00 Uhr (21:00 Uhr MESZ) in Salvador (Arena Fonte Nova) | | |            |                                      |
| Zuschauer: 51.003                                                          | | |            |                                      |
| Schiedsrichter: Björn Kuipers ( Niederlande)                               | | |            |                                      |
| Spielbericht                                                               | | |            |                                      |

Bemerkungen:
- Frankreichs Benzema schoss etwa zwei Sekunden nach dem Abpfiff das 6:2, welches der Schiedsrichter allerdings nicht mehr anerkannte.

## Honduras – Ecuador 1:2 (1:1)
| Honduras                                                                             | Honduras | Ecuador | Ecuador | Aufstellung                        |
| ------------------------------------------------------------------------------------ | --- | --- | ------- | ---------------------------------- |
| Honduras                                                                             | \| 2. Spieltag \| \| 20. Juni 2014 um 19:00 Uhr (21. Juni, 00:00 Uhr MESZ) in Curitiba (Arena da Baixada) \| \| Zuschauer: 39.224 \| \| Schiedsrichter: Ben Williams ( Australien) \| \| Spielbericht \| | \| 2. Spieltag \| \| 20. Juni 2014 um 19:00 Uhr (21. Juni, 00:00 Uhr MESZ) in Curitiba (Arena da Baixada) \| \| Zuschauer: 39.224 \| \| Schiedsrichter: Ben Williams ( Australien) \| \| Spielbericht \|                                                                                                  | Ecuador | Aufstellung Honduras gegen Ecuador |
| Honduras                                                                             | Noel Valladares – Maynor Figueroa, Víctor Bernárdez, Emilio Izaguirre (46. Juan Carlos García), Brayan Beckeles – Róger Espinoza, Jorge Claros, Luis Fernando Garrido (71. Mario Martínez) – Jerry Bengtson, Boniek García (83. Marvin Chávez), Carlo Costly Cheftrainer: Luis Fernando Suárez ( Kolumbien) | Alexander Domínguez – Juan Carlos Paredes, Jorge Guagua, Frickson Erazo, Walter Ayoví – Christian Noboa – Antonio Valencia , Jefferson Montero (90.+2' Gabriel Achilier), Oswaldo Minda (83. Carlos Gruezo) – Enner Valencia, Felipe Caicedo (82. Edison Méndez) Cheftrainer: Reinaldo Rueda ( Kolumbien) | Ecuador | Aufstellung Honduras gegen Ecuador |
| Honduras                                                                             | 1:0 Costly (31.) | 1:1 E. Valencia (34.) 1:2 E. Valencia (65.) | Ecuador | Aufstellung Honduras gegen Ecuador |
| Honduras                                                                             | Bernárdez (7.), Bengtson (45.+3') | A. Valencia (57.), E. Valencia (73.), Montero (80.) | Ecuador | Aufstellung Honduras gegen Ecuador |
| Honduras                                                                             | Man of the Match: Enner Valencia (Ecuador) | | Ecuador | Aufstellung Honduras gegen Ecuador |
| 2. Spieltag                                                                          | | |         |                                    |
| 20. Juni 2014 um 19:00 Uhr (21. Juni, 00:00 Uhr MESZ) in Curitiba (Arena da Baixada) | | |         |                                    |
| Zuschauer: 39.224                                                                    | | |         |                                    |
| Schiedsrichter: Ben Williams ( Australien)                                           | | |         |                                    |
| Spielbericht                                                                         | | |         |                                    |

## Honduras – Schweiz 0:3 (0:2)
| Honduras                                                                  | Honduras | Schweiz | Schweiz | Aufstellung                        |
| ------------------------------------------------------------------------- | --- | --- | ------- | ---------------------------------- |
| Honduras                                                                  | \| 3. Spieltag \| \| 25. Juni 2014 um 16:00 Uhr (22:00 Uhr MESZ) in Manaus (Arena da Amazônia) \| \| Zuschauer: 40.322 \| \| Schiedsrichter: Néstor Pitana ( Argentinien) \| \| Spielbericht \|                                                                                                 | \| 3. Spieltag \| \| 25. Juni 2014 um 16:00 Uhr (22:00 Uhr MESZ) in Manaus (Arena da Amazônia) \| \| Zuschauer: 40.322 \| \| Schiedsrichter: Néstor Pitana ( Argentinien) \| \| Spielbericht \|                                                                                             | Schweiz | Aufstellung Honduras gegen Schweiz |
| Honduras                                                                  | Noel Valladares – Maynor Figueroa, Víctor Bernárdez, Juan Carlos García, Brayan Beckeles – Róger Espinoza (46. Marvin Chávez), Jorge Claros, Boniek García (77. Andy Najar), Wilson Palacios – Jerry Bengtson, Carlo Costly (40. Jerry Palacios) Cheftrainer: Luis Fernando Suárez ( Kolumbien) | Diego Benaglio – Stephan Lichtsteiner, Ricardo Rodríguez, Johan Djourou, Fabian Schär – Valon Behrami, Gökhan Inler , Granit Xhaka (77. Michael Lang), Admir Mehmedi, Xherdan Shaqiri (87. Blerim Džemaili) – Josip Drmić (73. Haris Seferović) Cheftrainer: Ottmar Hitzfeld ( Deutschland) | Schweiz | Aufstellung Honduras gegen Schweiz |
| Honduras                                                                  | 0:1 Shaqiri (6.) 0:2 Shaqiri (31.) 0:3 Shaqiri (71.) | | Schweiz | Aufstellung Honduras gegen Schweiz |
| Honduras                                                                  | J. Palacios (66.) | | Schweiz | Aufstellung Honduras gegen Schweiz |
| Honduras                                                                  | Man of the Match: Xherdan Shaqiri (Schweiz) | | Schweiz | Aufstellung Honduras gegen Schweiz |
| 3. Spieltag                                                               | | |         |                                    |
| 25. Juni 2014 um 16:00 Uhr (22:00 Uhr MESZ) in Manaus (Arena da Amazônia) | | |         |                                    |
| Zuschauer: 40.322                                                         | | |         |                                    |
| Schiedsrichter: Néstor Pitana ( Argentinien)                              | | |         |                                    |
| Spielbericht                                                              | | |         |                                    |

## Ecuador – Frankreich 0:0
| Ecuador                                                                  | Ecuador | Frankreich | Frankreich | Aufstellung                          |
| ------------------------------------------------------------------------ | --- | --- | ---------- | ------------------------------------ |
| Ecuador                                                                  | \| 3. Spieltag \| \| 25. Juni 2014 um 17:00 Uhr (22:00 Uhr MESZ) in Rio de Janeiro (Maracanã) \| \| Zuschauer: 73.749 \| \| Schiedsrichter: Noumandiez Doué ( Elfenbeinküste) \| \| Spielbericht \| | \| 3. Spieltag \| \| 25. Juni 2014 um 17:00 Uhr (22:00 Uhr MESZ) in Rio de Janeiro (Maracanã) \| \| Zuschauer: 73.749 \| \| Schiedsrichter: Noumandiez Doué ( Elfenbeinküste) \| \| Spielbericht \|                                                                    | Frankreich | Aufstellung Ecuador gegen Frankreich |
| Ecuador                                                                  | Alexander Domínguez – Juan Carlos Paredes, Jorge Guagua, Frickson Erazo, Walter Ayoví – Christian Noboa (89. Felipe Caicedo), Oswaldo Minda, Antonio Valencia , Jefferson Montero (63. Renato Ibarra) – Enner Valencia, Michael Arroyo (82. Gabriel Achilier) Cheftrainer: Reinaldo Rueda ( Kolumbien) | Hugo Lloris – Bacary Sagna, Mamadou Sakho (61. Raphaël Varane), Laurent Koscielny, Lucas Digne – Paul Pogba, Morgan Schneiderlin, Blaise Matuidi (67. Olivier Giroud) – Moussa Sissoko, Karim Benzema, Antoine Griezmann (79. Loïc Rémy) Cheftrainer: Didier Deschamps | Frankreich | Aufstellung Ecuador gegen Frankreich |
| Ecuador                                                                  | Erazo (83.) | | Frankreich | Aufstellung Ecuador gegen Frankreich |
| Ecuador                                                                  | L. Valencia (50.) | | Frankreich | Aufstellung Ecuador gegen Frankreich |
| Ecuador                                                                  | Man of the Match: Alexander Domínguez (Ecuador) | | Frankreich | Aufstellung Ecuador gegen Frankreich |
| 3. Spieltag                                                              | | |            |                                      |
| 25. Juni 2014 um 17:00 Uhr (22:00 Uhr MESZ) in Rio de Janeiro (Maracanã) | | |            |                                      |
| Zuschauer: 73.749                                                        | | |            |                                      |
| Schiedsrichter: Noumandiez Doué ( Elfenbeinküste)                        | | |            |                                      |
| Spielbericht                                                             | | |            |                                      |

Spielverlauf:
Ecuador trat im Maracana-Stadion unter besonderem Druck an, denn um sicher ins Achtelfinale zu gelangen, hätte es eines Sieges gegen Frankreich bedurft. Bereits nach sieben Minuten hätte das Spiel eine Wende zugunsten der Südamerikaner nehmen müssen, doch Schiedsrichter Doué erkannte den Schlag von Mamadou Sakho ins Gesicht von Oswaldo Minda offensichtlich nicht als Tätlichkeit – eine Fehlentscheidung, keine rote Karte zu geben. Danach wurde das Spiel trotzdem ein gutes. Antoine Griezmann schoss vorbei (11.), Moussa Sissoko prüfte Dominguez (15.), Dominguez segelte genauso wie Benzema an einer Flanke vorbei (27.) und Montero blockte einen Benzema-Spitzwinkelschuss (28.) ab. Nach 33 Minuten wurde Ecuador erstmals gefährlich, als Arroyo in die Arme von Keeper Lloris schoss. Pogbas Kopfball fünf Minuten später parierte Dominguez großartig, auf der anderen Seite entschärfte Lloris einen Kopfball Enner Valencias. Nach der Pause steigerte sich Frankreich deutlich, allerdings auch Ecuadors Torhüter. Dominguez lenkte einen Schuss Griezmanns an den Pfosten (47.). Ecuadors Kapitän Antonio Valencia schwächte sein Team noch mehr, indem er in der 50. Minute wegen eines brutalen Fouls an Lucas Digne die rote Karte sah. Matuidi traf nur die Arme von Dominguez (62.), Arroyo fälschte Benzemas Weitschuss zur Ecke ab (65.), Sissoko jagte den Ball über die Latte (69.), Pogba verfehlte per Kopf (73.) und Benzema prüfte den souveränen Dominguez. Zwischendurch kam Noboa, der nach einem Zweikampf in der ersten Hälfte einen Kopfverband trug, zu einer einzigen Chance für Ecuador vor der 79. Minute, als Ibarra an Lloris scheiterte. Drei Minuten später konnte Arroyo den Ball nur vorbeischießen. Ecuador mühte sich redlich, doch nur Frankreich kam noch zum Abschluss: Benzema (84.), Remy (87.) und Giroud (90.+2) prüften Dominguez und Pogba schoss vorbei (89.). Ecuador stürmte zwar bis zum Schluss (Schüsse von Caicedo und Ayovi wurden abgeblockt), doch am Ende gingen beide Mannschaften torlos vom Platz. Damit schied Ecuador als Gruppendritter aus.